# Mos Def
Nacido Dante Terrell Smith (antes conocido por el nombre artístico de Mos Def) (Brooklyn, Nueva York, 11 de diciembre de 1973), ahora conocido como Yasiin Bey, es un rapero, actor, humorista y productor estadounidense. Goza de un gran respeto dentro de la comunidad Hip Hop, donde es considerado uno de los mejores raperos underground, en especial por su  gran despliegue lírico y sus mensajes de conciencia y justicia social. Su primer álbum solista Black on Both Sides es considerado un clásico indiscutible y, según aficionados y críticos, uno de los mejores álbumes de la historia del rap.

## Trayectoria
Comenzó su carrera como miembro de Native Tongue Posse. Con la publicación de The Universal Magnetic (1996) se convirtió en un underground en el mundo del hip-hop, lo que le facilitó su legendaria colaboración con Talib Kweli. Ambos formaron el grupo “Black Star” y lanzaron su primer álbum, “Mos Def & Talib Kweli Are Black Star”. Tras este éxito, Def lanzó en 1999 su primer álbum en solitario, Black on Both Sides, que alcanzó el disco de oro. A él pueden sumarse otros trabajos como New Danger, True Magic y The Ecstactic.
En 2003, Mos Def ha demostrado sus aptitudes dramáticas, con apariciones en Bamboozled, de Spike Lee, Carmen: A Hip Hopera en 2001, de MTV, Monster's Ball, Showtime y Brown Sugar, en 2002. Obtuvo una nominación al NAACP Image Award. 
Debutó en Broadway en 2002 en la obra nominada al Tony y ganadora del Pulitzer Topdog/Underdog, y repitió colaboración con la autora de Topdog, Suzan Lori Parks, y con el director George Wolfe para la obra de Off-Broadway Fucking A, que le supuso un premio Obie.
En 2003, Def protagonizó The Italian Job junto a Edward Norton, Mark Wahlberg y Charlize Theron.  Apareció también en el largometraje The Woodsman, con Kevin Bacon, Benjamin Bratt, Eve y Kyra Sedgwick. Y apareció en el video You Don't Know My Name de Alicia Keys.
En 2004, Def publicó The New Danger, la revista Rolling Stone le concedió 4 estrellas y su single Sex, Love and Money le valió una nominación a los Premios Grammy 2005.
En 2005 recibió críticas muy favorables por su papel de Ford Perfect en la adaptación cinematográfica de la novela clásica de ciencia ficción, La Guía del Autostopista Galáctico.
En 2016, fue detenido en Sudáfrica porque intentó salir del país con un "pasaporte del mundo", un papel creado por una organización pacifista que cree en un mundo sin fronteras.
Yasiin Bey regresó en 2022 con una especial reunión de Black Star con Talib Kweli; Fear Of Time.

## Discografía
- 1994: Manifest Destiny (con DCQ y Ces como Urban Thermo Dynamics)
- 1996: Universal Magnetic.Mos Def.[9]
- 1998: Black Star (Mos Def & Talib Kweli Are Black Star)
- 1999: Black on Both Sides.[10]
- 2004: The New Danger. (Geffen Records).[3]
- 2006: True Magic.
- 2009: The Ecstatic.

### Álbumes recopilatorios
- 2002:	We Are Hip-Hop: Me, You, Everybody
- 2007: Mos Definite
- 2008: We Are Hip-Hop: Me, You, Everybody, Pt. 2

### Colaboraciones
- Massive Attack "I against I" (100th Window, 2003)
- Kanye West "Good Night" (Graduation, 2007)
- Stephen Marley "Hey baby" (Mind control, 2007)
- Gorillaz "Stylo (con Bobby Womack)" (Single, 2010; Plastic Beach, 2010; The Singles Collection 2001-2011, 2010)
- DJ Shadow "Six Days" (The Fast and The Furious: Tokio Drift - Original Motion Picture Soundtrack, 2006)
- ASAP Rocky "Back Home" (At. Long. Last. A$ap., 2015)
- Kanye West "Two Words" (The College Dropout, 2004)

## Filmografía
| Año  | Filme                                | Rol                     | Notas |
| ---- | ------------------------------------ | ----------------------- | ----- |
| 1996 | Ghosts                               | Townsperson             |       |
| 2002 | Brown Sugar                          |                         |       |
| 2003 | The Italian Job                      | Left Ear/Oído Izquierdo |       |
| 2004 | The Hitchhiker's Guide to the Galaxy | Ford Prefect            |       |
| 2004 | Something the Lord Made              | Vivien Thomas           |       |
| 2004 | The Woodsman                         | Sargento Lucas          |       |
| 2006 | 16 Blocks                            | Eddie                   |       |
| 2006 | Journey to the End of the Night      | Wemba                   |       |
| 2008 | Be Kind Rewind                       | Mike                    |       |
| 2008 | Cadillac Records                     | Chuck Berry             |       |
| 2009 | House M. D.                          | Marcus                  |       |
| 2011 | Dexter                               | Hermano Sam             |       |
| 2013 | Begin Again                          | Saúl                    |       |
| 2013 | Life of Crime                        | Ordell Robbie           |       |
| 2015 | Amy                                  | Él mismo                |       |